# 洪德施呂格山
46°33′24″N 7°18′19″E / 46.55667°N 7.30528°E
洪德施呂格山（Hundsrügg），是瑞士的山峰，位於該國中西部，由伯恩州負責管轄，屬於伯爾尼山的一部分，海拔高度2,047米，每年平均降雨量1,471毫米。